# Иларион (Михайловский)
Митрополит Иларион (широко известен как Иларион Макариопольский, болг. Иларион Макариополски, греч. Ιλαρίων Μακαριουπόλεως, в миру Стоян Стоянов Михайловский; 6 (18) сентября 1812, Елена — 4 (16) июня 1875, Константинополь) — епископ Константинопольского Патриархата болгарского происхождения, епископ Макариопольский (село, ныне на территории Тырговиштской области Болгарии); с апреля 1860 года деятель Болгарской схизмы, впоследствии митрополит Тырновский (в схизме). Анафематствован собором в Константинополе в мае 1872 года.
Один из лидеров болгарского национального возрождения.

## Биография
Стоян Михайловский родился в 1812 году в оттоманском городе с болгарским населением Елена в знатной семье. Прапрапрадед владыки — имеретинский дворянин Андроник, в 1780-х годах занимавшийся торговлей в малоазийском городе Кайсери. В качестве интенданта османской армии Андроник побывал в Вене, а по возвращении в Османскую империю осел в Балчике, потом переселился в Горна-Оряховицу.
Окончив начальную школу в родном городе, Стоян продолжил обучение в греческой школе в городе Арбанаси. В 1832 году принял монашеский постриг в Хиландарском монастыре (Афон), где возложил на себя заботу о заточённом там Неофите Бозвели. Продолжил образование в школе Теофилоса Каириса, а также три года обучался в Афинской гимназии.
Был близким приятелем и сподвижником Георгия Раковского. Принимал активное участие в деятельности Македонского революционного общества. С 1844 года, совместно с Неофитом Бозвели, участник церковно-национальной борьбы болгар; в 1845—1850 годах, в результате давления, оказанного российскими дипломатами на османское правительство, был заточен на Афоне.
3 апреля 1860 года, во время пасхальной литургии в болгарском храме Константинополя, не помянул имени Константинопольского патриарха, тем самым де-факто уклонившись в церковный раскол. По свидетельству Тодора Бурмова, акция 3 апреля была предварительно согласована главными руководителями болгарской общины Христо Топчилещовым и Николаем Минчоглу с Портой, в частности с визирем Аали-пашой. Руководители болгарской общины в тот же день были благосклонно приняты турецкими министрами; также обрадованы совершённой демонстрацией были «агенты латинской пропаганды», специально пришедшие к пасхальной заутрене. По мнению Бурмова, Порта, отрывая болгар от православия, рассчитывала уменьшить влияние России на христианское население империи. Собравшийся 9 апреля Синод Великой Церкви, выслушав оправдания Илариона, ссылавшегося на требования народа, не был удовлетворён его объяснениями; однако, составленный Патриархом такрир (представление Порте), требовавший гражданского наказания для Илариона, был оставлен правительством без последствий; со стороны Патриархии последовали церковные прещения в отношении епископа Илариона и иных. В феврале 1861 года Иларион был лишён сана и вновь сослан на Афон (1861—1864). Аналогичному наказанию были подвергнуты поддержавшие его епископы Авксентий Велесский и Паисий Пловдивский

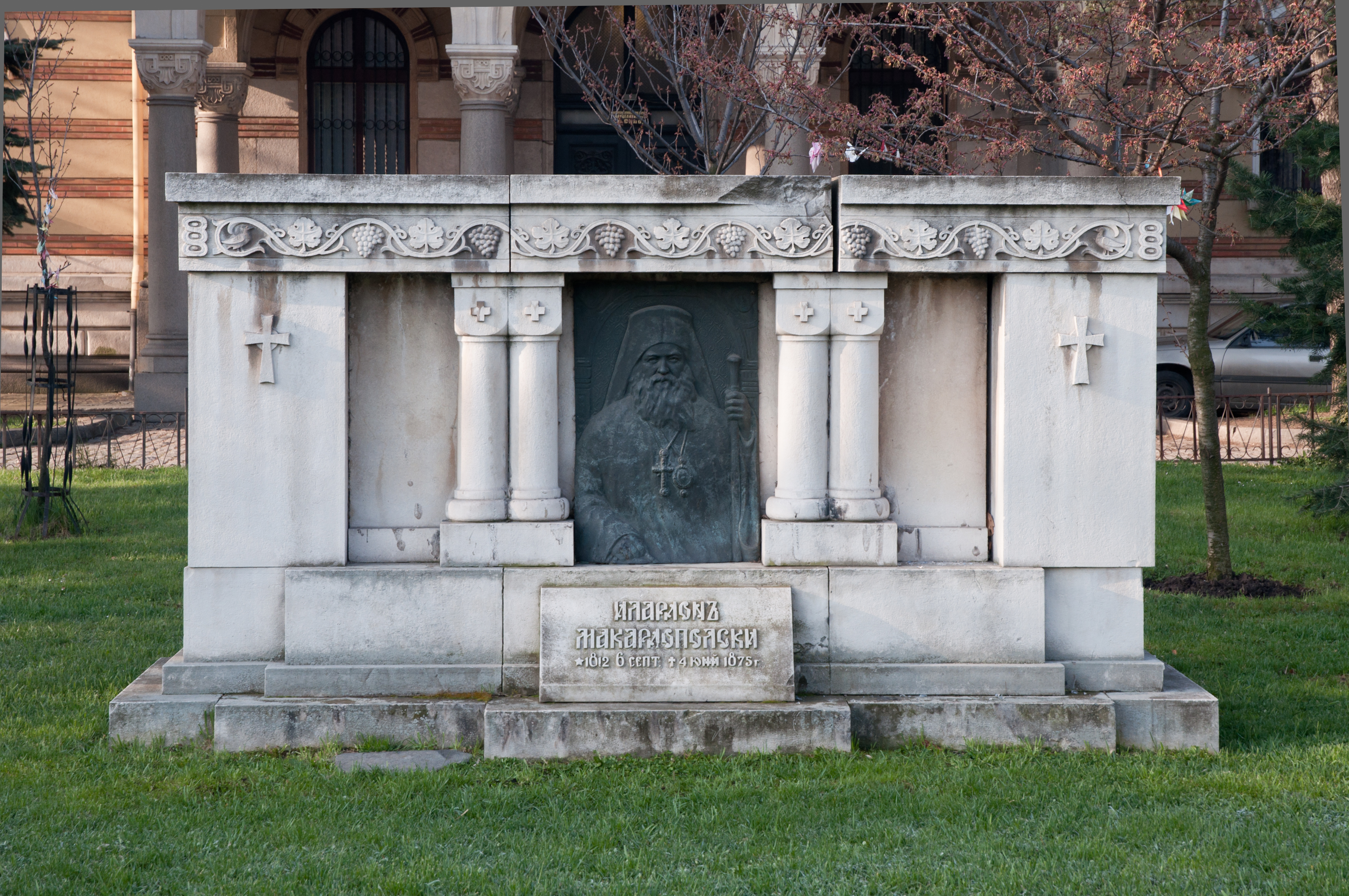
Иларион Макариопольский памятник в Софии.

После учреждения Портой Болгарской экзархии (1870) стал членом Временного смешанного экзархийского совета и первого Синода. С 1872 года — митрополит Тырновский.
Священный Синод Константинопольского Патриархата 13 — 15 мая 1872 года, низложив и лишив сана экзарха Анфима I, отлучил от церкви примкнувших к нему архиереев, а епископа Макариопольского Илариона предал вечной анафеме.
Собор в Константинополе, проходивший в сентябре 1872 года под председательством Патриарха Анфима VI, в котором участвовали иерархи иных поместных церквей Востока, 18 (30 сентября) объявил Болгарский экзархат состоящим в расколе (схизме); действия болгарских иерархов были осуждены как основанные на «филетизме» (греч. φυλετισμός. Этот богословский неологизм означал «привнесение племенного начала в Церковь». Собор постановил: «<…> Приемлющих филетисм и дерзающих основывать на нём племенные сборища, мы провозглашаем, согласно священным канонам, чуждыми единой святой, кафолической и апостольской церкви или, что то же, схизматиками.»
Умер владыка в 1875 году; похоронен во дворе церкви Стефана в Константинополе.